# Thuli
La Thuli anciennement Tuli, est un affluent majeur de la rivière la Shashe au Zimbabwe, donc un sous-affluent du fleuve le Limpopo. 

## Géographie
Elle prend sa source près de Matopo Mission, dans le district de Matobo (province du Matabeleland méridional), et se jette dans le Shashe près du village de Tuli.

### Villages
La Thuli ne coule près d'aucune implantation humaine d'importance, mais près des villages suivants : Freda Mine, Guyu, Manama et Chelesa.

### Bassin versant
Son bassin versant est de 7 910 km2.

## Affluents
Ses principaux affluents sont le Mtshabezi, le Mtshelele, la Sengezane et la Mwewe.

## Hydrologie
La Thuli est un cours d'eau intermittent.

## Aménagements et écologie
La Thuli, en aval du barrage de Thuli-Makwe, est un canal ensablé, avec des aquifères alluviaux qui l'alimentent.

### Ponts et franchissements

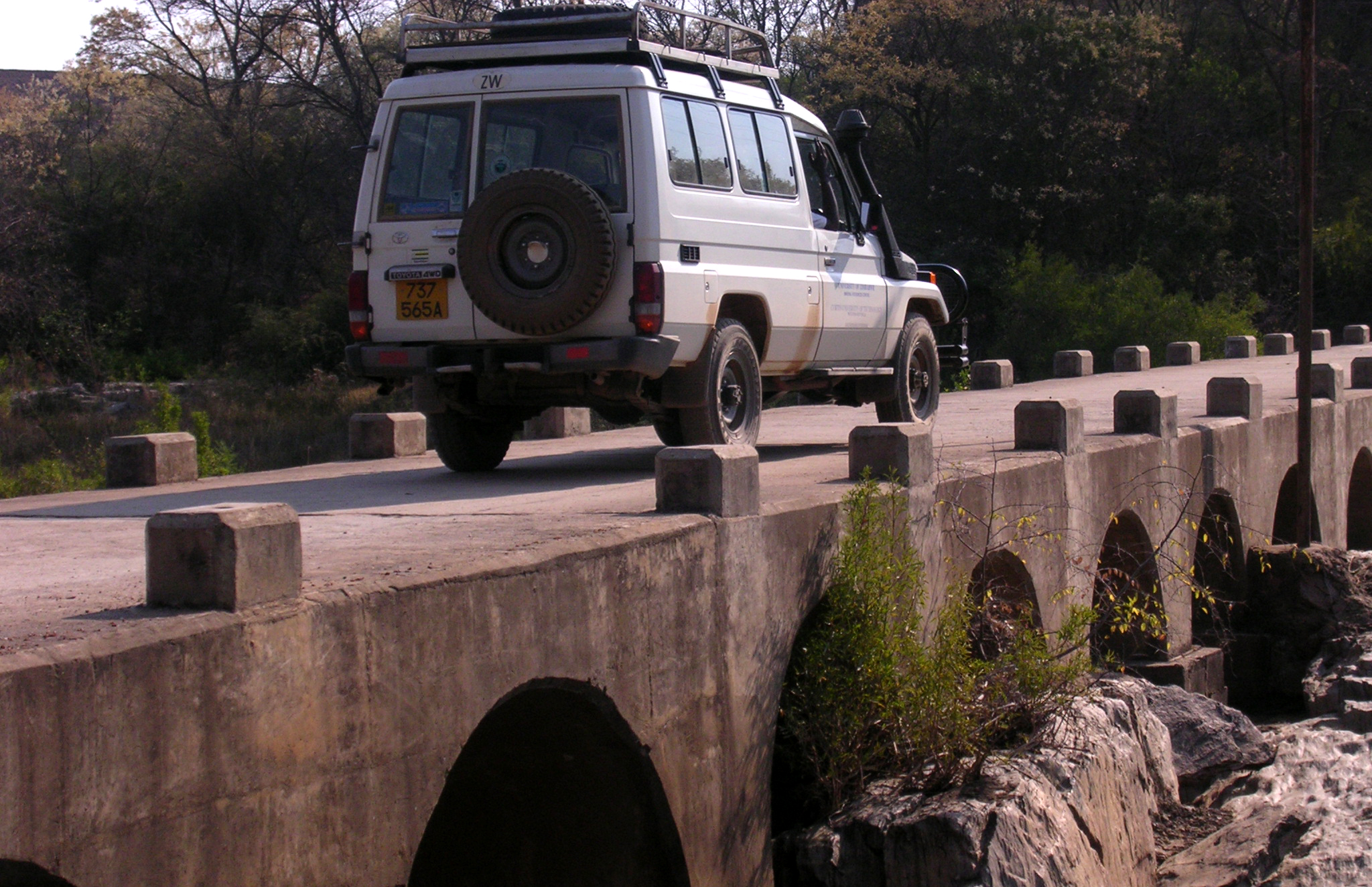
Pont sur la Thuli près de Freda Mine.

Il y a cinq ponts principaux, un entre Matombo Mission et Blanket Mine ; un à Gwanda, près du barrage de Thuli-Makwe ; le pont Elliot Bridge, à Guyu ; un pont à Manama et le pont Mankonkoni à Tuli ; ce dernier a été grandement endommagé par le cyclone Leon-Eline (en) de 2000.
Il existe aussi de nombreux points de franchissement et gués, telles la chaussée de Ntalale, endommagée par le cyclone Leon-Eline et la chaussée près des gorges de la Thuli.

### Développement

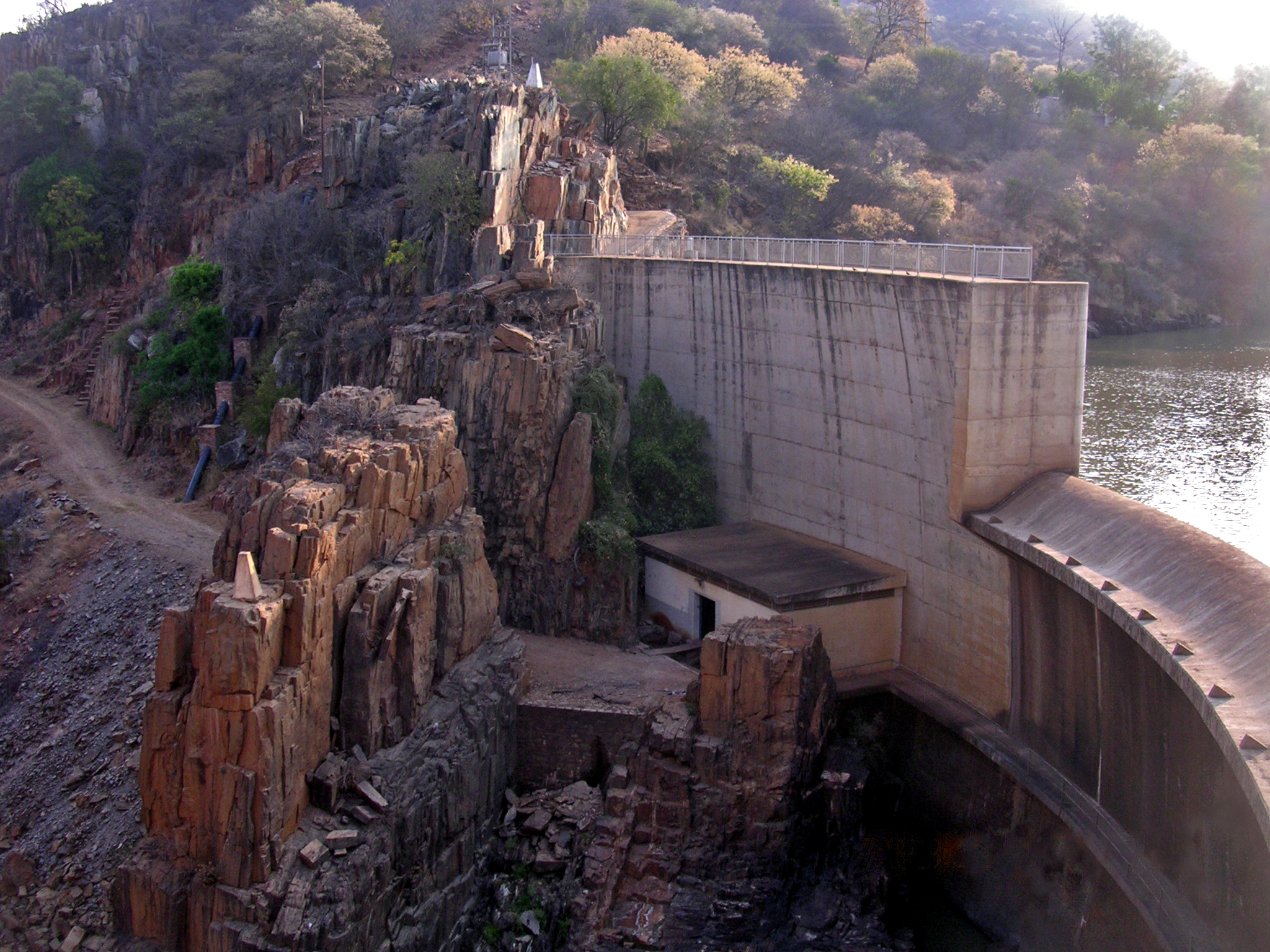
Barrage de Thuli-Makwe.

Outre plusieurs seuils, il existe un barrage sur la Thuli, le barrage de Thuli-Makwe (en), 8 millions de m3, à l'ouest de Gwanda. Il se trouve près de la confluence avec le Mtshelele et est destiné à fournir de l'eau pour l'irrigation.
Deux sites potentiels ont été identifiés pour de futurs barrages, Thuli–Moswa, et Thuli–Manyange, en amont d'Elliot Bridge, commencé en 2007 et jamais achevé.